# Ганеш-Гимал
Ганеш-Гимал (непальск. गणेश हिमाल) — горный массив в Гималаях, расположенный на границе Непала с Китаем (Тибетский автономный район), примерно в 70 км северо-западнее Катманду. В состав массива входят четыре вершины высотой более 7000 м и четырнадцать, превышающих 6000 м .

## Горы-семитысячники массива Ганеш-Гимал
| Вершина               | Высота, м | Координаты                      |
| --------------------- | --------- | ------------------------------- |
| Янгра (Ганеш I)       | 7429      | 28°23′30″ с. ш. 85°07′38″ в. д. |
| Ганеш II              | 7118      | 28°22′45″ с. ш. 85°03′24″ в. д. |
| Пабил (Ганеш IV)      | 7104      | 28°20′45″ с. ш. 85°04′48″ в. д. |
| Саласунго (Ганеш III) | 7043      | 28°20′06″ с. ш. 85°07′18″ в. д. |